# Jozef Medgyes
Jozef Medgyes [med-děš] (9. září 1961 Komárno – 12. května 1997 Dunajská Streda) byl slovenský fotbalista, záložník. Jeho synem je slovenský fotbalista Jozef Medgyes.

## Fotbalová kariéra
V československé lize hrál za Spartak Trnava, RH Cheb a DAC Dunajská Streda. Nastoupil ve 157 ligových utkáních a dal 15 gólů. V zahraničí hrál za Wismut Aue a Altay Izmir. V Poháru vítězů pohárů nastoupil ve 3 utkáních a dal 1 gól a v Poháru UEFA nastoupil ve 2 utkáních. Za reprezentaci do 18 let nastoupil ve 22 utkáních a dal 6 gólů a za reprezentaci do 21 let odehrál 20 utkání a dal 2 góly. V roce 1987 vyhrál s Dunajskou Stredou Československý pohár.

## Ligová bilance
| Ročník                                   | Zápasy | Góly | Klub                |
| ---------------------------------------- | ------ | ---- | ------------------- |
| 1. československá fotbalová liga 1979/80 | 10     | 1    | Spartak Trnava      |
| 1. československá fotbalová liga 1980/81 | 8      | 0    | Spartak Trnava      |
| 1. československá fotbalová liga 1981/82 | 15     | 6    | Spartak Trnava      |
| 1. československá fotbalová liga 1982/83 | 15     | 1    | Spartak Trnava      |
| 1. československá fotbalová liga 1983/84 | 9      | 0    | Spartak Trnava      |
| 1. československá fotbalová liga 1984/85 | 7      | 0    | Rudá hvězda Cheb    |
| 1. československá fotbalová liga 1985/86 | 22     | 3    | DAC Dunajská Streda |
| 1. československá fotbalová liga 1986/87 | 20     | 2    | DAC Dunajská Streda |
| 1. československá fotbalová liga 1987/88 | 29     | 2    | DAC Dunajská Streda |
| 1. československá fotbalová liga 1988/89 | 15     | 0    | DAC Dunajská Streda |
| 1. československá fotbalová liga 1989/90 | 7      | 0    | DAC Dunajská Streda |
| CELKEM 1. liga                           | 157    | 15   |                     |